# コリン・ファーズ
コリン・ファーズ（Colin Furze、1979年10月14日 - ）は、イギリスのYouTuber、ギネス記録保持者、発明家、スタントマン、配管工。

## 概要
時々、BBCのニュースや日本のニュースサイトでもマッドサイエンティストと紹介される人物で、リンカンシャーに所在する自宅の工房で溶接技術や金属加工技術や工学知識を活かした奇想天外なマシンを制作し、毎回YouTubeでネクタイ姿でハイテンションに制作過程やマシンの出来栄えを体を張ってダイナミックに披露することが恒例となっている。
制作したマシンで例えば「125ccエンジンを搭載した乳母車で時速約86kmを出す」などの数々のギネスレコードを保持している。
マシンの中には爆発物や高出力のエンジンを搭載した乗り物等危険極まりない物が多く、それらを日本で披露するには何らかの規制に引っかかる可能性が大きい。

## 主なマシン

### ギネス記録
2007年02月 世界最大の焚き火
1401.6平方メートルの焚き火。
2010年10月 世界最速の電気カート
125ccのバイクエンジンを搭載した電気カートで、世界最速の時速111キロを記録した。
2011年08月 世界最長のバイク
全長22メートル25人乗りの125cc改造バイク。2009年にも14.03メートルのバイクを制作してギネス記録の認定を受けている。
2014年10月 世界最速のベビーカー
125ccのバイクエンジンを搭載したベビーカーで、世界最速の時速80キロを記録。通常の乳母車は人が後ろから押すが、この乳母車は走行中に後部に付いたステップに乗った人がエンジンの力で引っ張られた形になる。
2017年04月 世界最速のバンパーカー
遊園地の乗り物バンパーカーに600ccの100英馬力バイクエンジンを搭載して世界最速の時速約161キロ（時速100マイル）を記録。計測時にトップ・ギアのザ・スティグがドライバーを担当した。

### その他
2015年05月 ジェットエンジン付きゴーカート
後部にパルスジェットエンジンを搭載したゴーカートで、時速約100Kmを出す。
2015年08月 寝ている人を吹き飛ばして起こすベッド
朝に設定した時間に大音響のホーンが鳴り、それでも起きないと空気のピストンの力で上で寝ている人を斜め上に吹き飛ばすベッド。
2016年04月 ホバーバイク
空飛ぶバイク。フレームから手作りしたマシンで、２つのパラモーター用のエンジンとプロペラを前後に配置している。ただし、自由に乗りこなすには相当の訓練が必要。
2015年02月 炎が出るエレキギターとスモークが出るベースギター
マッドマックス 怒りのデス・ロードに出て来た様なスイッチを押すとギターのヘッドから勢い良く炎が出るエレキギターと、スイッチを押すとフラッシュを光らせながらスモークを吹き出すベースギター。
2016年06月 デス・スター花火
チャンネル購読者数300万人達成を記念した企画で、5000発の花火をスター・ウォーズ・シリーズに登場するデス・スターのように半球に組み上げた超大型花火。

### YouTube
1. ↑  “GUINNESS WORLDS BIGGEST BONFIRE”.   YouTube (2007年2月21日). 2017年1月7日閲覧。
2. ↑  “Flamethrowing Guitar & Smokin Bass”.   YouTube (2015年5月24日). 2017年1月7日閲覧。